# 土耳其裔澳大利亞人

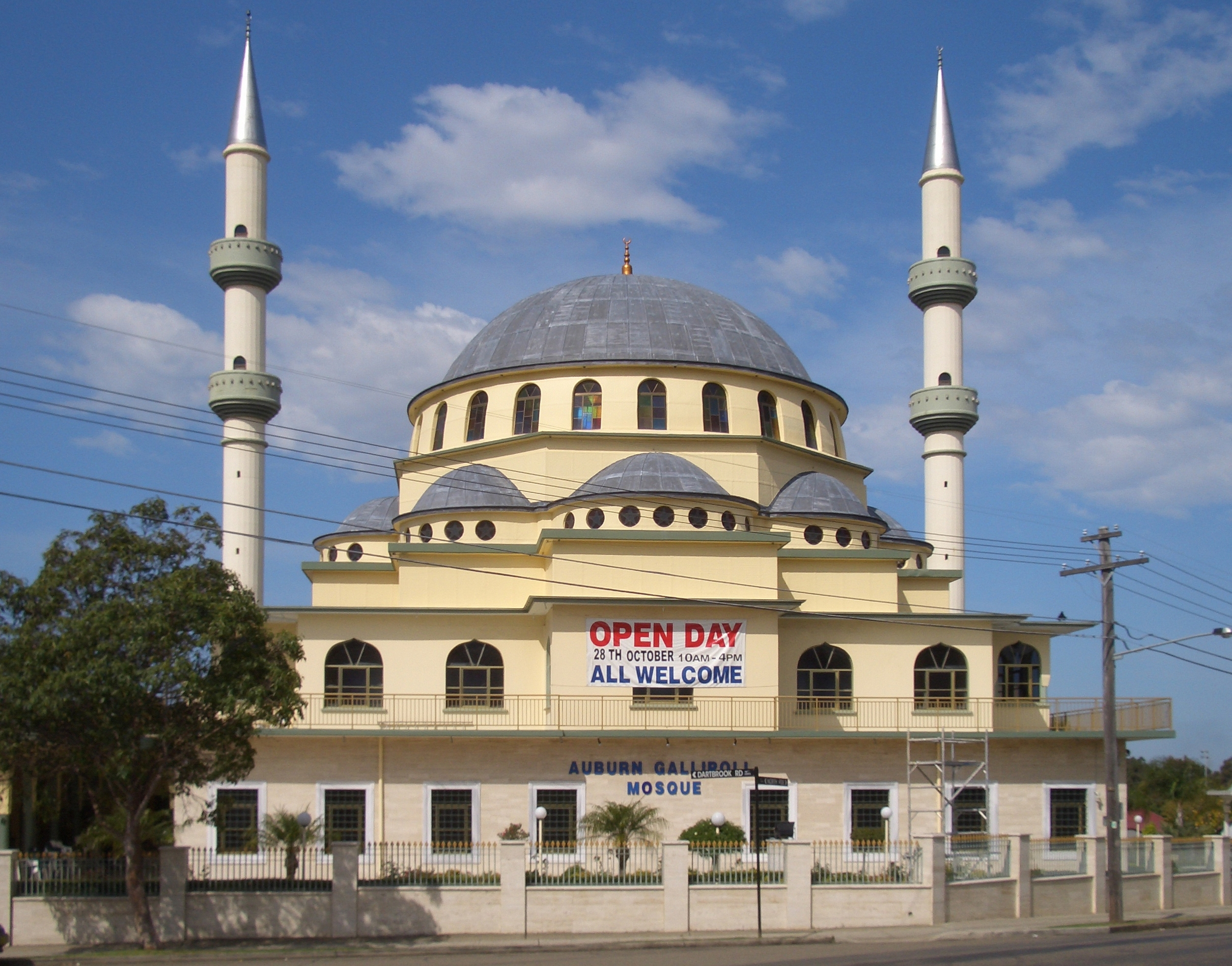
位於新南威爾士州的奧本加里波利清真寺

土耳其裔澳大利亞人，泛指移居澳大利亞的土耳其人及其後代，亦包括因為於1963至74年間塞浦路斯問題而被迫離開家園的土耳其裔塞浦路斯人。據2006年人口普查，59,402人報稱擁有土耳其血統，這相信未能全面反映實況，因為早於1994年《世紀報》已經估計該族群人口為15萬。

## 知名人物
- Category:土耳其裔澳大利亚人

## 外部連結
- Australian Turkish Association （页面存档备份，存于）
- Australian Turkish Cypriot Cultural and Welfare Association （页面存档备份，存于）